# Opisthographie
L’opisthographie est une manière d’écrire sur les deux côtés d'un feuillet, un opisthographe étant un manuscrit couvert d'écriture au recto et au verso.